# 横泽由贵
横泽由贵（日语：／ Yokosawa Yuki，1980年10月29日—），日本女子柔道运动员。她曾代表日本参加2004年夏季奥林匹克运动会柔道比赛，获得女子52公斤级银牌。她也曾参加2002年和2006年亚洲运动会。